# Jamshedji Framji Madan

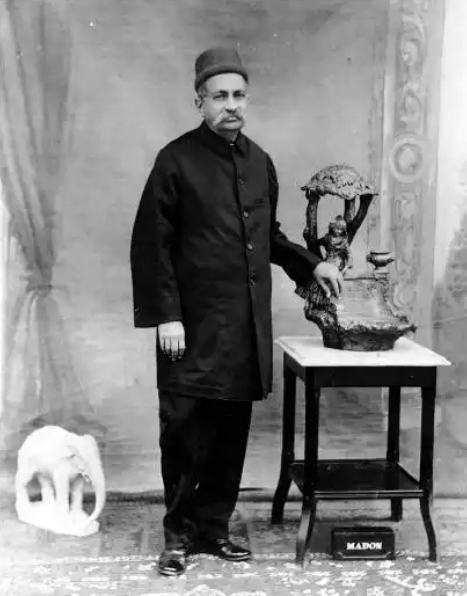
Jamshedji Framji Madan

Jamshedji Framji Madan (meist J. F. Madan; * 27. April 1857 in Bombay; † 28. Juni 1923 in Calcutta) war ein indischer Geschäftsmann, Theaterbesitzer und Filmproduzent und gilt als Pionier des frühen indischen Films. Er betrieb das erste feste Filmtheater in Indien und beschäftigte als erster Inder ausländische Filmregisseure.

## Leben
J. F. Madan wurde in eine Bombayer Parsen-Familie der Mittelschicht geboren. Er brach die Schule ab, nachdem sein Vater beim Zusammenbruch einer Bank, die in die Landgewinnung zur Verbindung der sieben Inseln Bombays investierte, große finanzielle Verluste hatte hinnehmen müssen. Ab 1868 arbeitete J. F. Madan dann in der Requisite beim „Elphinstone Dramatic Club“, einer 1863 von Studenten des Elphinstone College gegründeten Amateurtheatertruppe, und übernahm dort später auch Schauspielrollen, so 1873 in Nusserwanji Parekhs Stück Sulemani Shamsher. Sein Bruder Pestonji Madan wurde ebenfalls Schauspieler. Um 1875 arbeitete Madans Ensemble unter dem Namen „Elphinstone Natak Mandali“ professionell und bespielte ganz Britisch-Indien.
Madan verließ die Theatergruppe 1882 und wurde im Handelsgewerbe tätig – kurze Zeit in Karachi, ab 1883 in Kolkata. Dort konnte er sich als erfolgreicher Geschäftsmann etablieren. Er versorgte unter anderem Armeequartiere in ganz Indien mit Gütern und brachte es damit zu Wohlstand, der es ihm erlaubte in den 1890er Jahren das Theater Corinthian Hall in Calcutta zu kaufen und seine alte Theatergruppe zu übernehmen. Er ließ das Corinthian Theatre in Kolkata und mit parsischem Theater auf Hindi, Urdu oder Gujarati bespielen, gelegentlich fanden darin auch Konzerte klassischer Musik statt. 1902 und 1904 wurden davon Aufnahmen für die „The Gramophone and Typewriter Company“ angefertigt, die zu den ersten Tonaufnahmen in Indien gehören. Wie auch in den anderen großen Theatern Kolkatas – Classic Theatre, Minerva Theatre und Star Theatre – wurden gelegentlich kurze Filme auf Pathé-Apparaturen gezeigt.
Ab 1902 etablierte Madan seinen Unternehmenssitz in Kolkata und firmierte als „J. F. Madan & Sons“, daneben hatte er Geschäftsniederlassungen in Lakhnau und Darjiling. Er war zu dieser Zeit in mehreren Geschäftszweigen tätig wie dem Import und Großhandel für Alkohol, Nahrungsmittel und pharmazeutische Produkte, sowie Versicherungen und Immobilien, jeweils mit dem Fokus auf die Briten in Indien. 1905 gründete er unter anderem ein Hotel in Darjiling, wohin sich viele britische Kolonialbeamte und Offiziere während der heißen Sommermonate zurückzogen. J.F. Madans Kontakte zu den Kolonialherren waren gut, er war als Freimaurer Mitglied der Yeatman-Biggs Lodge in Kolkata.
Einige Historiker behaupten, Madan habe bereits 1902 Bioscope-Vorführungen in einem Zelt auf dem Maidan in Kolkata veranstaltet, wahrscheinlich kam er jedoch erst 1905 ernsthaft mit dem Filmgeschäft in Kontakt, als er einige Dokumentarfilme von Jyotish Chandra Sarkar unter der Firma Elphinstone Bioscope produzierte. 1907 eröffnete Madan den Elphinstone Picture Palace, der das erste permanente Kino in Indien war. Er hatte das wirtschaftliche Potential des neuen Mediums erkannt und weitete das Geschäft aus, indem er 1908 von Pathé Filmausrüstung und dessen im Jahr zuvor in Indien gegründete Agentur kaufte. Neben dem Verleih investierte Madan nach Pathés Vorbild auch in die Produktion von Nachrichtenfilmen. So entstanden unter ihm 1912 die ersten Aufnahmen eines Fußballspiels in Indien. Schon bis Mitte der 1910er Jahre öffneten mehrere Madan-Filmtheater in allen Teilen Britisch-Indiens und neben Aktualitätenfilmen wurden insbesondere für ein britisches Publikum hauptsächlich importierte Filme gezeigt, darunter ab 1914 in Madras. Eine weitere Quelle für Filme waren Theateraufführungen in Madans Häusern, die in Teilen abgefilmt und in Filmtheatern einem breiteren Publikum zugänglich gemacht wurden.
Bis zum Ende des Ersten Weltkrieges wuchs sein Unternehmen so rapide, dass er 1918 ein Drittel aller indischen Kinos besaß. Die meisten davon befanden sich in Wohngebieten von Briten und höheren indischen Beamten und zeigten überwiegend Importproduktionen aus den USA und Großbritannien. Nachdem Madan bereits 1917 mit Satyavadi Raja Harishchandra den ersten Spielfilm in Kolkata produzierte, erschien 1919 der unter der Regie von Rustomji Dotiwala entstandene Bilwamangal, der häufig als erster bengalischer Spielfilm bezeichnet wird. Durch den Erfolg dieser Produktionen erkannte Madan, dass auch indische Filme profitable sein können, und aus J. F. Madan & Sons entstand 1919 die Aktiengesellschaft Madan Theatres Limited, unter der neben dem Filmvertrieb und der -produktion auch die „Elphinstone Theatrical Co.“ und das Corinthian Theatre betrieben wurden. Zu den bekanntesten angestellten Autoren gehörten Aga Hashr Kashmiri und Narayan Prasad Betaab.
Der insbesondere in Bombay und Kolhapur aktiven Filmszene wollte Madan mit Qualität und Quantität entgegentreten. Er engagierte 1920 den italienischen Regisseur Eugenio de Liguoro, der in seiner Heimat bereits orientalische Spektakel gefilmt hatte, und ließ ihn mit großem Budget und gemeinsam mit Jyotish Bannerjee die bekannte Episode Nala und Damayanti aus dem Epos Mahabharata verfilmen. Damayanti wurde von der Anglo-Inderin Patience Cooper gespielt, die zu den festangestellten Schauspielerinnen bei Madan gehörte. Nala verkörperte Keki Adajania. Sets und Regie des Films waren den üblichen indischen Produktionen der Zeit deutlich voraus. Liguoro, der als erster ausländischer Regisseur im indischen Film gelten darf, drehte für Madan 1921 mit Dhruva Charitra einen weiteren Film mit mythologischer Geschichte. Zur selben Zeit wie Liguoro war auch Camille Legrand – ein ehemaliger Pathé-Angestellter – als Regisseur und Darsteller in Madan-Produktionen aktiv, darunter bei Ratnavali (1922) mit der Hauptdarstellerin Patience Cooper.
Jamshedji Frami Madan erwarb die Rechte an einigen Geschichten von Bankim Chandra Chatterjee und Rabindranath Tagore, erlebte zu Lebzeiten jedoch nur die Verfilmung von Bankimchandras Bishabriksha (1922). Nach Madans Tod im Jahr 1923 wurde sein dritter Sohn, der seit 1922 auch als Regisseur tätige Jeejeebhoy Jamshedji Madan (J. J. Madan), Managing Director von Madan Theatres. Seine anderen Geschäfte gingen in die Hände seiner anderen Kinder.